# 三河楠駅
三河楠駅（みかわくすえき）は、かつて愛知県西尾市楠村町にあった名古屋鉄道三河線の駅（廃駅）である。

## 歴史
- 1926年（大正15年）9月1日：大浜港（のちの碧南） - 神谷（のちの松木島）間（当時：三河鉄道）の開通に伴い開業[1]。
- 1941年（昭和16年）6月1日：三河鉄道が名古屋鉄道に合併。同社三河線の駅となる。
- 1956年（昭和31年）1月5日：貨物営業廃止[2]。
- 1958年（昭和33年）2月23日：無人化[3]。この頃駅舎撤去[4]。
- 1990年（平成2年）7月1日：碧南 - 吉良吉田間の電化設備廃止[5]。レールバス（キハ20形）の営業開始[5]。
- 2004年（平成16年）4月1日：廃止[1]。

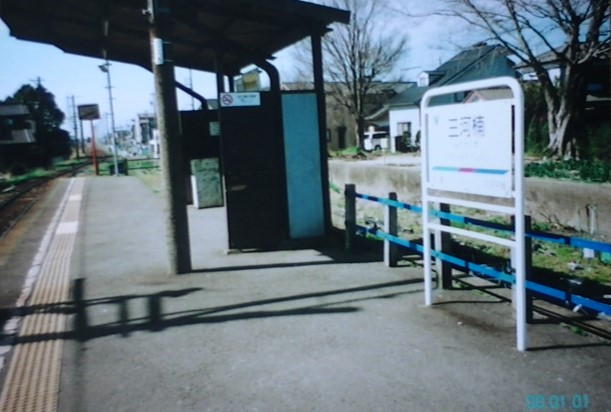
廃止前のホーム（2004年）
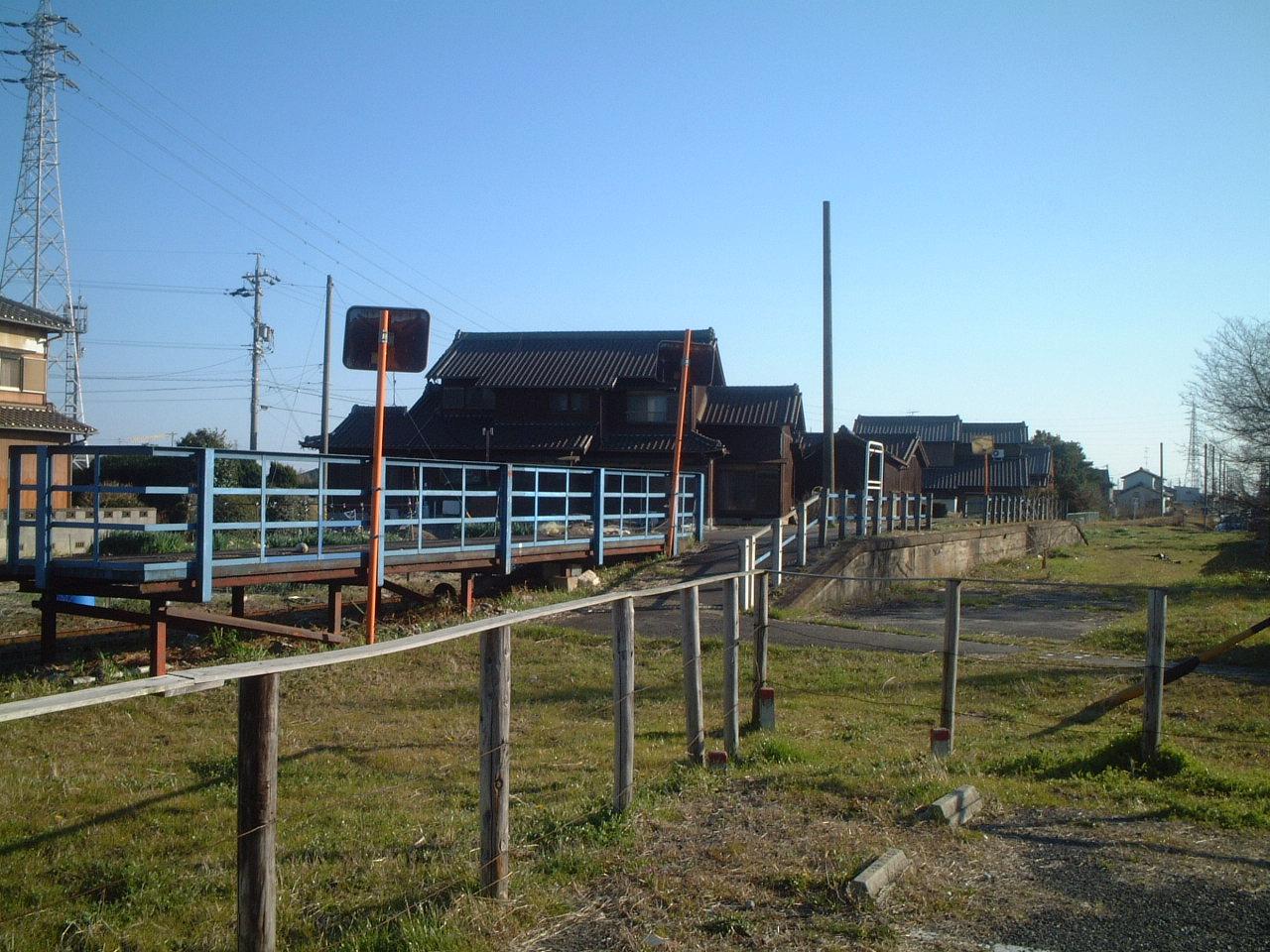
廃止後の三河楠駅（2007年）
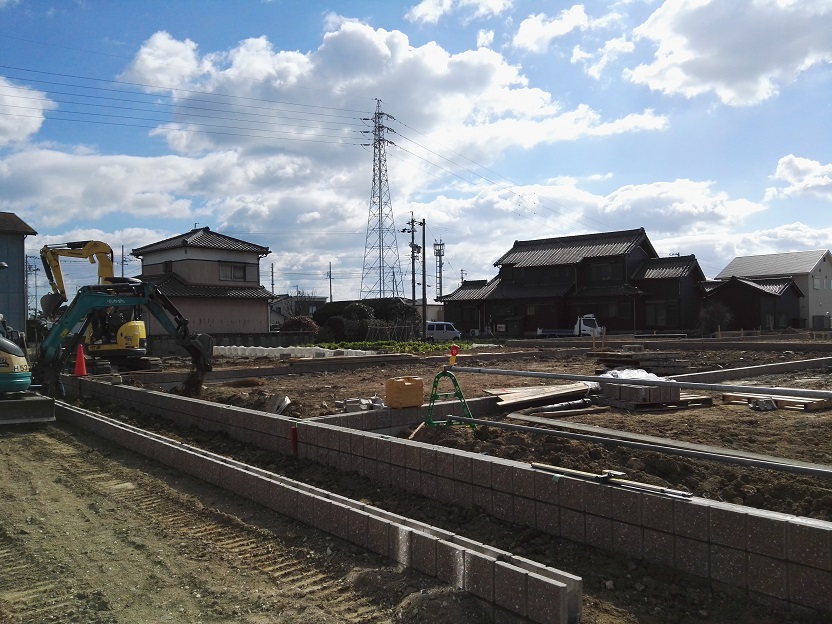
ホーム跡が撤去された三河楠駅（2019年）

## 駅の構造
ホーム1面1線の停留場であった。昔あったと思われる交換設備の跡や、貨物用ホームが残っていた。駅南には県道を跨ぐ高架橋があった。なお、この高架橋については、寺津駅の頁で詳しく述べる。

### 配線図
| ← 碧南方面 | 三河楠駅 構内配線略図 | → 吉良吉田方面 |
| 凡例 出典: |                       |                |

## 利用状況
- 『名古屋鉄道百年史』によると1992年度当時の1日平均乗降人員は203人であり、この値は岐阜市内線均一運賃区間内各駅（岐阜市内線・田神線・美濃町線徹明町駅 - 琴塚駅間）を除く名鉄全駅（342駅）中317位、 三河線（38駅）中33位であった[7]。
- 『愛知統計年鑑』によると2003年度の乗車人員は1日平均84人であった[8]。2003年度までの1日平均乗車人員は下表の通り。

| 年度   | 1日平均 乗車人員 |
| ------ | ---------------- |
| 1998年 | 85               |
| 1999年 | 75               |
| 2000年 | 63               |
| 2001年 | 59               |
| 2002年 | 64               |
| 2003年 | 84               |

## 駅周辺
- 三河工芸ガラス美術館
- 愛知県道383号蒲郡碧南線

## バス路線
三河線の碧南 - 吉良吉田間の廃止に伴う代替バスとして、ふれんどバスが運行されている。なお、駅跡地付近にある同路線の停留所は「平坂港前」と「楠村」の2ヵ所であり、ともに駅跡の西側に設けられている。なお、六万石くるりんバスは駅跡の東側に「富山」停留所を設けている。

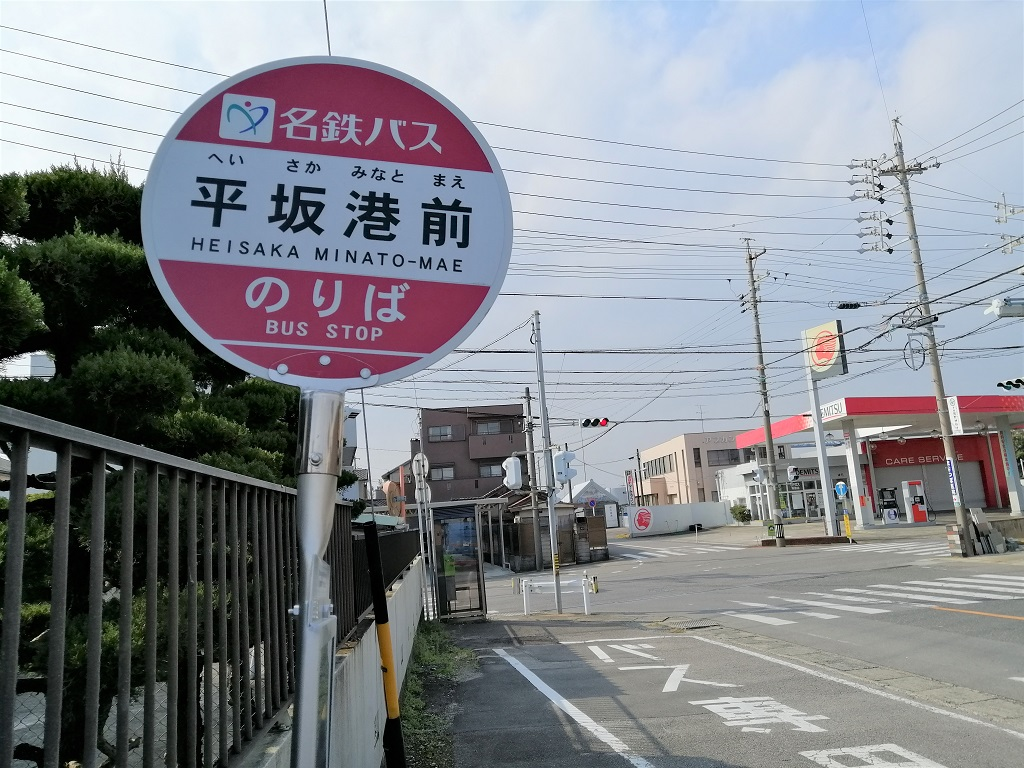
平坂港前バス停
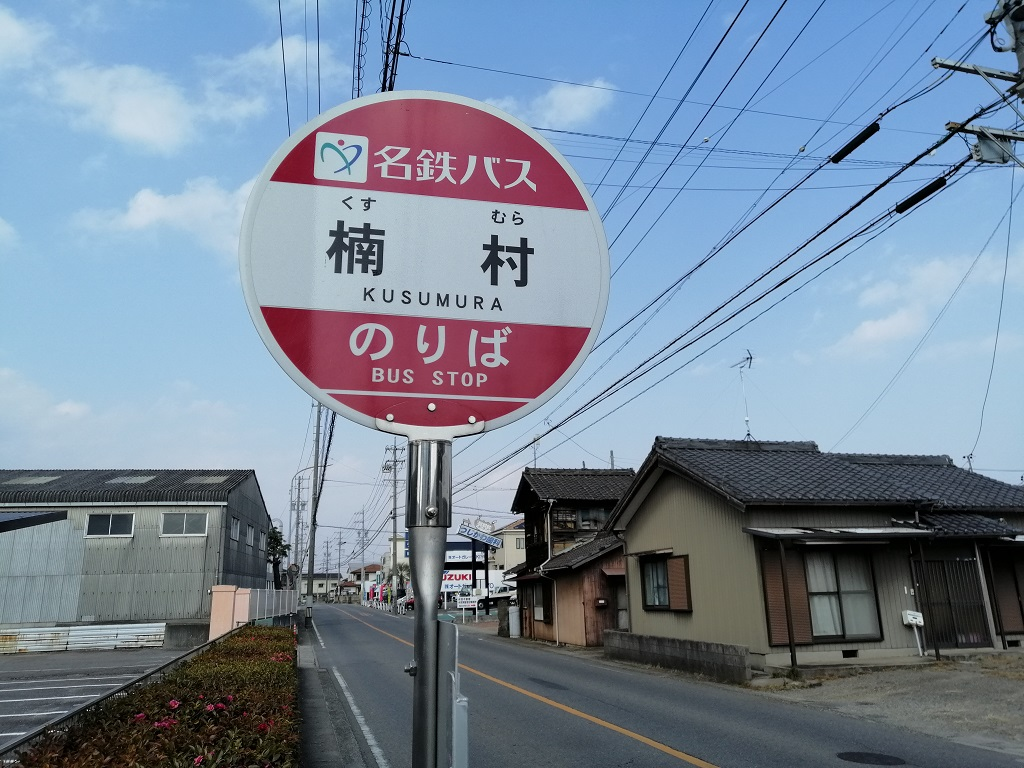
楠村バス停

## 隣の駅
名古屋鉄道
三河線（廃止区間）
三河平坂駅 - 三河楠駅 - 寺津駅